# Ben Breiter
Ben Breiter (* 20. Juli 2007) ist ein deutscher Volleyballspieler.

## Karriere
Breiter begann seine Karriere beim Berliner TSC in der Bezirksklasse. 2023 wechselte er zur Nachwuchsmannschaft VC Olympia Berlin. Dort spielte er mit der zweiten Mannschaft in der Dritten Liga Nord, bevor er zum Saisonende 2024/25 auch mal im Zweitliga-Kader stand. Im Januar 2025 wurde der Mittelblocker als Aushilfe zum Erstligisten Netzhoppers Königs Wusterhausen geholt. Zur Saison 2025/26 bekam er dort einen festen Vertrag.